# Centro Cívico Palmares
O Centro Cívico Palmares foi uma associação negra brasileira e uma das maiores em seu gênero do estado de São Paulo no início do século XX.
Fundado na capital paulista em 28 de dezembro de 1926 sob a liderança do ativista negro Antônio Carlos, a ideia inicial era fundar apenas uma biblioteca, mas acabou se desenvolvendo como um espaço onde se pudesse promover discussões sobre vários temas relevantes para os negros, ao contrário dos clubes e associações que então existiam, que se preocupavam principalmente com atividades recreativas e socializantes. Em seus estatutos ficavam declarados os seus objetivos de promover os interesses da população negra, melhorar sua instrução moral e intelectual, e desenvolver atividades esportivas, dando continuidade à "obra inacabada" da Abolição.
O Palmares criou efetivamente uma biblioteca, fundou escolas e um curso secundário, contando com um corpo docente bem preparado, além de organizar palestras, cursos, conferências, saraus de teatro, literatura e poesia, sempre com uma orientação voltada para aprimorar a educação e fortalecer em seus membros a conscientização social e política para a conquista de uma plena cidadania. Em 1928 pleiteou com sucesso a derrubada de um decreto que proibia os negros de ingressarem na Guarda Civil paulista.
Teve como colaboradores Arlindo Veiga dos Santos, Isaltino Veiga dos Santos, Gervásio de Moraes, José Correia Leite, Argentino Wanderley, Manoel Antônio dos Santos, Roque dos Santos, Ignácio Amorim, Nestor de Macedo, Raul Joviano do Amaral e Vicente Ferreira, entre outros. Muitos deles se tornariam importantes lideranças no movimento negro, e muitos eram ativos na imprensa negra paulista.
Em 1929, quando o inglês Joe Foyes-Gittens assumiu a presidência, a associação foi reestruturada, mas a atuação do presidente passou a ser criticada alegadamente por fazer mau uso dos fundos da entidade e manter uma postura autoritária. Vários membros a abandonaram, entrou em decadência e encerrou suas atividades no mesmo ano.
Apesar da sua breve existência, o Centro Cívico Palmares contribuiu, como disse Abdias do Nascimento, para "forjar um novo tipo de afro-brasileiro, menos acomodado diante de manifestações racistas e mais competitivo no mercado de trabalho". É lembrado hoje como uma das associações negras mais reputadas do período, a primeira com uma plataforma política claramente delineada, um marco na mobilização política dos negros de São Paulo, e um dos principais responsáveis pela mudança na estratégia dos movimentos reivindicatórios da população negra. O Palmares é considerado o precursor da Frente Negra Brasileira.